# Grand Prix Formule 1 van Groot-Brittannië 1998
De Grand Prix Formule 1 van Groot-Brittannië 1998 werd gehouden op 12 juli 1998 op Silverstone.

## Verslag

### Kwalificatie
Mika Häkkinen pakte de pole-position voor Michael Schumacher. Jacques Villeneuve startte vanop de derde plaats en David Coulthard vanaf de vierde. Ralf Schumacher en Olivier Panis werden geschrapt uit de kwalificaties nadat ze er bij een veiligheidsoefening niet in slaagden om snel genoeg uit de cockpit te komen.

### Race
De ochtend op zondag viel er hevige regen en hoewel het opgehouden was met regenen, waren er zowel droge als natte stukken op het circuit. Enkel de beide Stewarts startten op droogweerbanden, terwijl de anderen op intermediates vertrokken. Na dertien ronden moest Damon Hill als eerste rijder opgeven, toen hij van de baan ging tijdens een duel met Villeneuve. Na 16 ronden begon het opnieuw te regenen waarop de meeste rijders kozen voor nat weer banden. Coulthard spinde met intermediates van de baan in de 38ste ronde. Häkkinen verloor tien seconden van zijn voorsprong op Schumacher na een spin en een lichte beschadiging aan zijn voorvleugel. Omdat het weer nog verslechterde kwam de safety car uit waardoor de Fin zijn voorsprong sowieso verloor.
Achter Schumacher reed zijn teammaat Eddie Irvine, terwijl Jean Alesi vierde reed. Giancarlo Fisichella reed op de vijfde plaats en Alexander Wurz op de zesde. Bij het binnengaan van de safety car zette Schumacher Wurz nog voor de start/finishlijn op een ronde. Een paar ronden later ging Häkkinen nog een keer van de baan waardoor Schumacher de leiding nam.
Twee ronden voor de finish kreeg Schumacher een stop-and-go straf omdat hij Wurz voor de start-finishlijn voorbij was gegaan. Normaal mag een rijder pas inhalen achter de start-finish. De straf moest echter toegekend worden binnen de 25 minuten na de inbreuk van de regels, terwijl Ferrari zes minuten na deze limiet geïnformeerd werd. De handgeschreven nota van de raceleiding was ook niet duidelijk of Schumacher een stop-and-go van 10 seconden kreeg, of een tijdsstraf van 10 seconden die later bij zijn racetijd zou worden bijgeteld. In de laatste ronde kwam Schumacher binnen in de pits, waardoor hij over de finish kwam voor Häkkinen die dit op het circuit deed. De straf werd later echter ingetrokken omdat de raceleiding de straf niet op een correcte manier had opgelegd. De drie stewards moesten hierop hun FIA-licentie inleveren.

## Uitslag
| Positie | Nummer | Rijder                | Team                | Ronden | Tijd/Opgave         | Startplaats | Punten |
| ------- | ------ | --------------------- | ------------------- | ------ | ------------------- | ----------- | ------ |
| 1       | 3      | Michael Schumacher    | Ferrari             | 60     | 1'47:02.4           | 2           | 10     |
| 2       | 8      | Mika Häkkinen         | McLaren-Mercedes    | 60     | +22.465             | 1           | 6      |
| 3       | 4      | Eddie Irvine          | Ferrari             | 60     | +29.199             | 5           | 4      |
| 4       | 6      | Alexander Wurz        | Benetton-Playlife   | 59     | +1 Ronde            | 11          | 3      |
| 5       | 5      | Giancarlo Fisichella  | Benetton-Playlife   | 59     | +1 Ronde            | 10          | 2      |
| 6       | 10     | Ralf Schumacher       | Jordan-Mugen-Honda  | 59     | +1 Ronde            | 21          | 1      |
| 7       | 1      | Jacques Villeneuve    | Williams-Mecachrome | 59     | +1 Ronde            | 3           |        |
| 8       | 22     | Shinji Nakano         | Minardi-Ford        | 58     | +2 Rondes           | 19          |        |
| 9       | 21     | Toranosuke Takagi     | Tyrrell-Ford        | 56     | +4 Rondes           | 17          |        |
| NF      | 14     | Jean Alesi            | Sauber-Petronas     | 53     | Elektrisch probleem | 8           |        |
| NF      | 16     | Pedro Diniz           | Arrows              | 45     | Spin                | 12          |        |
| NF      | 11     | Olivier Panis         | Prost-Peugeot       | 40     | Spin                | 22          |        |
| NF      | 18     | Rubens Barrichello    | Stewart-Ford        | 39     | Spin                | 16          |        |
| NF      | 19     | Jos Verstappen        | Stewart-Ford        | 38     | Motor               | 15          |        |
| NF      | 7      | David Coulthard       | McLaren-Mercedes    | 37     | Spin                | 4           |        |
| NF      | 12     | Jarno Trulli          | Prost-Peugeot       | 37     | Spin                | 14          |        |
| NF      | 20     | Ricardo Rosset        | Tyrrell-Ford        | 29     | Spin                | 20          |        |
| NF      | 23     | Esteban Tuero         | Minardi-Ford        | 29     | Spin                | 18          |        |
| NF      | 15     | Johnny Herbert        | Sauber-Petronas     | 27     | Spin                | 9           |        |
| NF      | 17     | Mika Salo             | Arrows              | 27     | Gaspedaal           | 13          |        |
| NF      | 2      | Heinz-Harald Frentzen | Williams-Mecachrome | 15     | Spin                | 6           |        |
| NF      | 9      | Damon Hill            | Jordan-Mugen-Honda  | 13     | Spin                | 7           |        |

## Statistieken
| Pole-position | Mika Häkkinen      | McLaren-Mercedes | 1:23.271 |
| Snelste ronde | Michael Schumacher | Ferrari          | 1:35.704 |

1926 · 1927 · 1948 · 1949 · 1950 · 1951 · 1952 · 1953 · 1954 · 1955 · 1956 · 1957 · 1958 · 1959 · 1960 · 1961 · 1962 · 1963 · 1964 · 1965 · 1966 · 1967 · 1968 · 1969 · 1970 · 1971 · 1972 · 1973 · 1974 · 1975 · 1976 · 1977 · 1978 · 1979 · 1980 · 1981 · 1982 · 1983 · 1984 · 1985 · 1986 · 1987 · 1988 · 1989 · 1990 · 1991 · 1992 · 1993 · 1994 · 1995 · 1996 · 1997 · 1998 · 1999 · 2000 · 2001 · 2002 · 2003 · 2004 · 2005 · 2006 · 2007 · 2008 · 2009 · 2010 · 2011 · 2012 · 2013 · 2014 · 2015 · 2016 · 2017 · 2018 · 2019 · 2020 · 2021 · 2022 · 2023 · 2024 · 2025 · 2026 · 2027 · 2028 · 2029 · 2030 · 2031 · 2032 · 2033 · 2034